# 賓德湖
51°29′12″N 11°43′24″E / 51.486803°N 11.723272°E

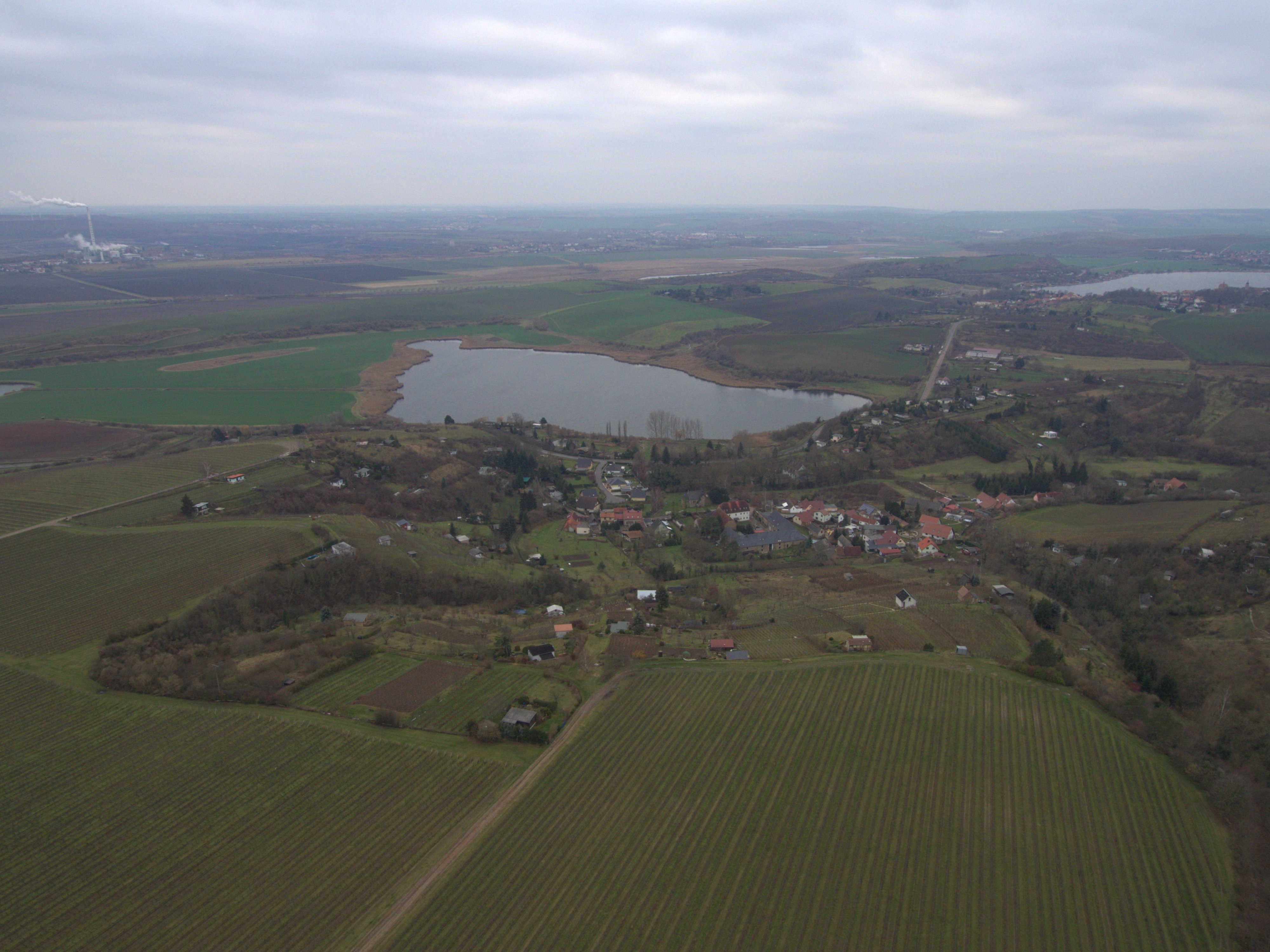

賓德湖（德語：Bindersee），是德國的湖泊，位於該國東北部，由薩克森-安哈爾特州負責管轄，處於曼斯費爾德-南哈茨縣，距離首都柏林160公里，長0.8公里、寬0.4公里，面積0.25平方公里，海拔高度167米。